# کایما تایرا

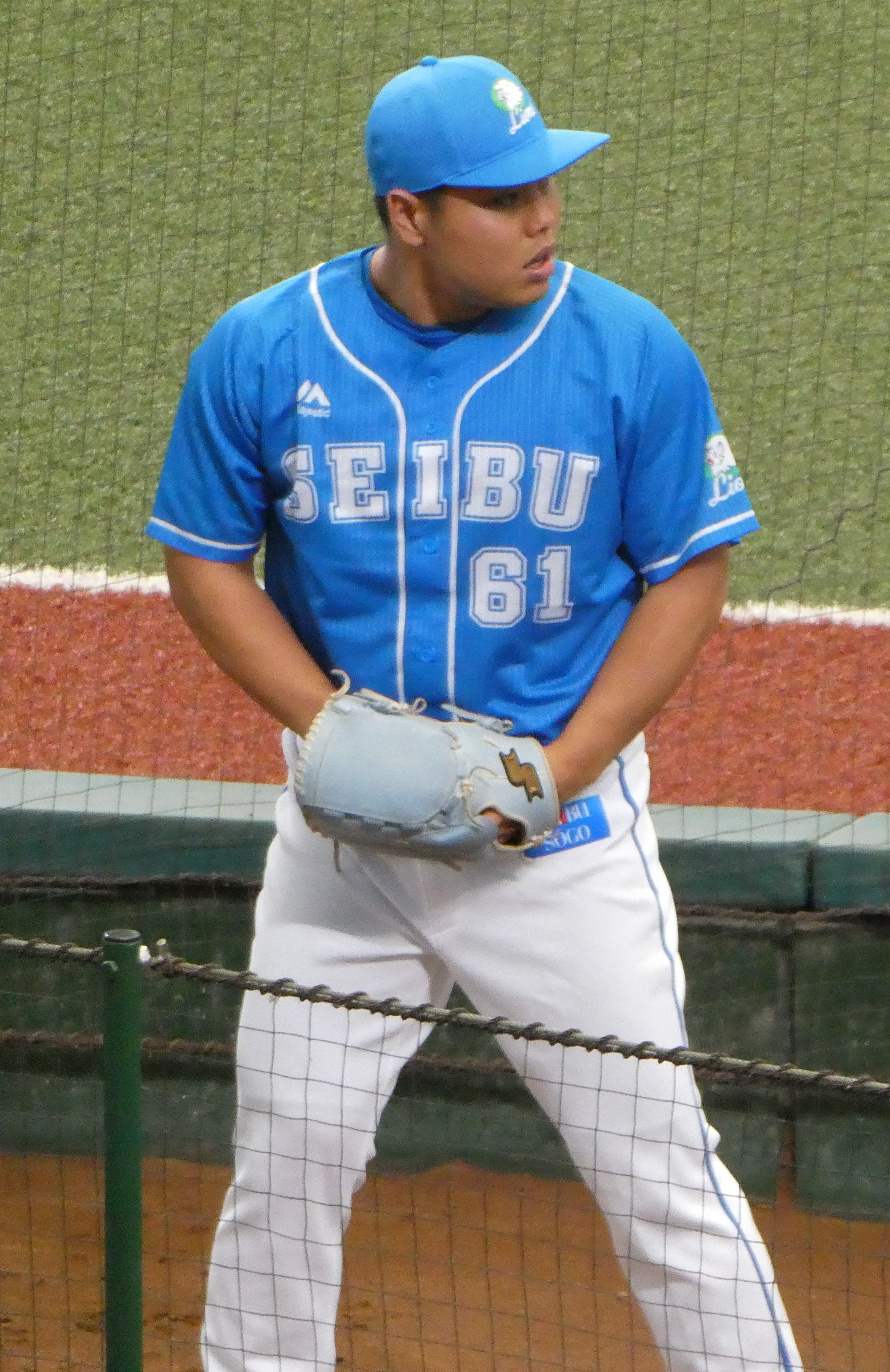
کایما تایرا در سال ۲۰۲۲

کایما تایرا (انگلیسی: Kaima Taira؛ زادهٔ ۱۵ نوامبر ۱۹۹۹) بازیکن بیسبال اهل ژاپن است.